# Lijst van voetbalinterlands Algerije - Zambia
Deze lijst van voetbalinterlands is een overzicht van alle officiële voetbalwedstrijden tussen de nationale teams van Algerije en Zambia. De landen hebben tot op heden zestien keer tegen elkaar gespeeld. De eerste ontmoeting was een kwalificatiewedstrijd voor de Afrika Cup 1978 in Algiers op 30 oktober 1977. Het laatste duel, een kwalificatiewedstrijd voor de Afrika Cup 2021, werd gespeeld op 25 maart 2021 in Lusaka.

## Wedstrijden
| №  | Plaats        | Datum             | Competitie                   | Wedstrijd         | Uitslag |
| -- | ------------- | ----------------- | ---------------------------- | ----------------- | ------- |
| 1  | Algiers       | 30 oktober 1977   | Afrika Cup 1978 kwalificatie | Algerije − Zambia | 2 − 0   |
| 2  | Lusaka        | 13 november 1977  | Afrika Cup 1978 kwalificatie | Zambia − Algerije | 2 − 0   |
| 3  | Lusaka        | 28 oktober 1978   | Vriendschappelijk            | Zambia − Algerije | 0 − 3   |
| 4  | Benghazi      | 7 maart 1982      | Afrika Cup 1982              | Algerije − Zambia | 1 − 0   |
| 5  | Tripoli       | 18 maart 1982     | Afrika Cup 1982              | Zambia − Algerije | 2 − 0   |
| 6  | Algiers       | 13 juli 1985      | WK 1986 kwalificatie         | Algerije − Zambia | 2 − 0   |
| 7  | Lusaka        | 28 juli 1985      | WK 1986 kwalificatie         | Zambia − Algerije | 0 − 1   |
| 8  | Alexandrië    | 11 maart 1986     | Afrika Cup 1986              | Zambia − Algerije | 0 − 0   |
| 9  | Bloemfontein  | 14 januari 1996   | Afrika Cup 1996              | Zambia − Algerije | 0 − 0   |
| 10 | Dar es Salaam | 30 september 1997 | Vriendschappelijk            | Zambia − Algerije | 1 − 0   |
| 11 | Chililabombwe | 20 juni 2009      | WK 2010 kwalificatie         | Zambia − Algerije | 0 − 2   |
| 12 | Blida         | 6 september 2009  | WK 2010 kwalificatie         | Algerije − Zambia | 1 − 0   |
| 13 | Lusaka        | 2 september 2017  | WK 2018 kwalificatie         | Zambia − Algerije | 3 − 1   |
| 14 | Constantine   | 5 september 2017  | WK 2018 kwalificatie         | Algerije − Zambia | 0 − 1   |
| 15 | Blida         | 14 november 2019  | Afrika Cup 2021 kwalificatie | Algerije − Zambia | 5 − 0   |
| 16 | Lusaka        | 25 maart 2021     | Afrika Cup 2021 kwalificatie | Zambia − Algerije | 3 − 3   |

## Samenvatting
| Competitie              | Totaal gespeeld | Winst Algerije | Gelijk | Winst Zambia | Doelsaldo Algerije – Zambia |
| ----------------------- | --------------- | -------------- | ------ | ------------ | --------------------------- |
| WK-kwalificatie         | 6               | 4              | 0      | 2            | 7 − 4                       |
| Afrika Cup              | 4               | 1              | 2      | 1            | 1 − 2                       |
| Afrika Cup-kwalificatie | 4               | 2              | 1      | 1            | 10 − 5                      |
| Vriendschappelijk       | 2               | 1              | 0      | 1            | 3 − 1                       |
| Totaal                  | 16              | 8              | 3      | 5            | 21 − 12                     |

Wedstrijden bepaald door strafschoppen worden, in lijn met de FIFA, als een gelijkspel gerekend.
FAF · A-internationals · Bondscoaches · Statistieken · Selecties · Algerijns vrouwenelftal · Olympisch elftal · Algerije U21 · Algerije U20 · Algerije U19 · Algerije U18 · Algerije U17
1957 – 1969 · 
1970 – 1979 · 
1980 – 1989 · 
1990 – 1999 · 
2000 – 2009 · 
2010 – 2019 ·
2020 − 2029
WK 1982 · 
WK 1986 · 
WK 2010 · 
WK 2014
OS 1980 · 
OS 2016
1957 · 
1958 · 
1959 ·
1960 · 
1961 · 
1962 · 
1963 · 
1964 · 
1965 · 
1966 · 
1967 · 
1968 · 
1969 ·
1970 · 
1971 · 
1972 · 
1973 · 
1974 · 
1975 · 
1976 · 
1977 · 
1978 · 
1979 ·
1980 · 
1981 · 
1982 · 
1983 · 
1984 · 
1985 · 
1986 · 
1987 · 
1988 · 
1989 · 
1990 · 
1991 · 
1992 · 
1993 · 
1994 · 
1995 · 
1996 · 
1997 · 
1998 · 
1999 · 
2000 · 
2001 · 
2002 · 
2003 · 
2004 · 
2005 · 
2006 · 
2007 · 
2008 · 
2009 · 
2010 · 
2011 ·
2012 ·
2013 ·
2014 ·
2015 ·
2016 ·
2017 ·
2018 ·
2019 ·
2020 ·
2021 ·
2022 ·
2023 ·
2024
Albanië ·
Angola ·
Argentinië ·
Armenië ·
Bahrein ·
Bangladesh ·
België ·
Benin ·
Bolivia ·
Bosnië en Herzegovina ·
Botswana ·
Brazilië ·
Bulgarije ·
Burkina Faso ·
Burundi ·
Centraal-Afrikaanse Republiek ·
Chili ·
China ·
Colombia ·
Congo-Brazzaville ·
Congo-Kinshasa ·
Cuba ·
Denemarken ·
Djibouti ·
DDR ·
Duitsland ·
Egypte ·
Engeland ·
Equatoriaal-Guinea ·
Ethiopië ·
Finland ·
Frankrijk ·
Gabon ·
Gambia ·
Ghana ·
Guinee ·
Guinee-Bissau ·
Hongarije ·
Ierland ·
Irak ·
Iran ·
Italië ·
Ivoorkust ·
Joegoslavië ·
Jordanië ·
Kaapverdië ·
Kameroen ·
Kenia ·
Koeweit ·
Lesotho ·
Libanon ·
Liberia ·
Libië ·
Luxemburg ·
Madagaskar ·
Malawi ·
Maleisië ·
Mali ·
Malta ·
Marokko ·
Mauritanië ·
Mexico ·
Mozambique ·
Namibië ·
Nepal ·
Niger ·
Nigeria ·
Noord-Ierland ·
Oeganda ·
Oman ·
Oostenrijk ·
Peru ·
Polen ·
Portugal ·
Qatar ·
Roemenië ·
Rusland ·
Rwanda ·
Saoedi-Arabië ·
Senegal ·
Servië ·
Seychellen ·
Sierra Leone ·
Slovenië ·
Slowakije ·
Soedan ·
Somalië ·
Sovjet-Unie ·
Spanje ·
Syrië ·
Tanzania ·
Togo ·
Tsjaad ·
Tunesië ·
Turkije ·
Uruguay ·
Verenigde Arabische Emiraten ·
Verenigde Staten ·
Zambia ·
Zimbabwe ·
Zuid-Afrika ·
Zuid-Jemen ·
Zuid-Korea ·
Zweden ·
Zwitserland
België (2014) · 
Chili (1982) · 
Duitsland (2014) · 
Engeland (2010) · 
Oostenrijk (1982) ·
Rusland (2014) ·
Senegal (2019, 2) ·
Slovenië (2010) · 
Verenigde Staten (2010) ·
West-Duitsland (1982) · 
Zuid-Korea (2014)
FAZ · 
A-internationals · 
Selecties · 
Statistieken · 
Zambiaans vrouwenelftal · 
Olympisch elftal · 
Zambia U21 · 
Zambia U20 · 
Zambia U18 · 
Zambia U17
1964 – 1979 ·
1980 – 1989 ·
1990 – 1999 ·
2000 – 2009 ·
2010 – 2019 ·
2020 − 2029
1964 ·
1965 ·
1966 ·
1967 ·
1968 ·
1969 ·
1970 ·
1971 ·
1972 ·
1973 ·
1974 ·
1975 ·
1976 ·
1977 ·
1978 ·
1979 ·
1980 ·
1981 ·
1982 ·
1983 ·
1984 ·
1985 ·
1986 ·
1987 ·
1988 ·
1989 ·
1990 ·
1991 ·
1992 ·
1993 ·
1994 ·
1995 ·
1996 ·
1997 ·
1998 ·
1999 ·
2000 ·
2001 ·
2002 ·
2003 ·
2004 ·
2005 ·
2006 ·
2007 ·
2008 ·
2009 ·
2010 ·
2011 ·
2012 ·
2013 ·
2014 ·
2015 ·
2016 ·
2017 ·
2018 ·
2019 ·
2020 ·
2021 ·
2022
Algerije · 
Angola ·
België ·
Benin ·
Botswana ·
Brazilië ·
Burkina Faso ·
Burundi ·
Chili ·
China ·
Comoren ·
Congo-Brazzaville ·
Congo-Kinshasa ·
Djibouti ·
Ecuador ·
Egypte ·
Equatoriaal-Guinea ·
Ethiopië ·
Gabon ·
Gambia ·
Ghana ·
Guinee ·
Guinee-Bissau ·
Honduras ·
India ·
Irak ·
Iran ·
Israël ·
Ivoorkust ·
Jamaica ·
Japan ·
Jemen ·
Jordanië ·
Kaapverdië ·
Kameroen ·
Kenia ·
Koeweit ·
Lesotho ·
Liberia ·
Libië ·
Madagaskar ·
Malawi ·
Mali ·
Marokko ·
Mauritanië ·
Mauritius ·
Mozambique ·
Namibië ·
Niger ·
Nigeria ·
Noord-Korea ·
Oeganda ·
Oman ·
Rwanda ·
Saoedi-Arabië ·
Senegal ·
Seychellen ·
Sierra Leone ·
Soedan ·
Somalië ·
Swaziland ·
Tanzania ·
Togo ·
Tsjaad ·
Tunesië ·
Zimbabwe ·
Zuid-Afrika ·
Zuid-Korea
Ivoorkust (2012)